# Scherpenbach
Scherpenbach ist ein Ortsteil im Stadtteil Sand von Bergisch Gladbach.

## Geschichte
Der Name Scherpenbach ist aus einem spätmittelalterlichen Siedlungsnamen hervorgegangen. Er hat sich aus dem identischen Gewässernamen für einen kleinen Bach vor Ort gebildet. Im Urkataster ist Scherpenbach in der Gemeinde Bensberg-Freiheit verzeichnet. Das Bestimmungswort des Gewässernamens leitet sich aus dem mittelhochdeutschen „scharpf/scherpf/scherf“ (= scharf, rau, stark) her. Danach ist der Scherpenbach ein schnell fließender und reißender Bach.
Die Topographia Ducatus Montani des Erich Philipp Ploennies, Blatt Amt Porz, belegt, dass der Wohnplatz 1715 als gemeiner Hof kategorisiert wurde. Unter der französischen Verwaltung zwischen 1806 und 1813 wurde das Amt Porz aufgelöst und Scherpenbach wurde politisch der Mairie Bensberg im Kanton Bensberg zugeordnet. 1816 wandelten die Preußen die Mairie zur Bürgermeisterei Bensberg im Kreis Mülheim am Rhein.
Der Ort ist auf der Topographischen Aufnahme der Rheinlande von 1824 als Scherfemich und auf der Preußischen Uraufnahme von 1840 ohne Namen verzeichnet. Ab der Preußischen Neuaufnahme von 1892 ist er auf Messtischblättern regelmäßig als Scherpenbach oder ohne Namen verzeichnet. 
Aufgrund des Köln-Gesetzes wurde die Stadt Bensberg mit Wirkung zum 1. Januar 1975 mit Bergisch Gladbach zur Stadt Bergisch Gladbach zusammengeschlossen. Dabei wurde auch Scherpenbach Teil von Bergisch Gladbach.
| Jahr | Einwohner | Wohn- gebäude | Kategorie  | Politische / kirchliche Zugehörigkeit             |
| ---- | --------- | ------------- | ---------- | ------------------------------------------------- |
| 1845 | 41        | 7             | Bauergüter | Bürgermeisterei Bensberg, Pfarre Bensberg         |
| 1871 | 52        | 12            | Hofstelle  | Bürgermeisterei Bensberg                          |
| 1885 | 39        | 10            | Wohnplatz  | Bürgermeisterei Bensberg                          |
| 1895 | 28        | 6             | Wohnplatz  | Bürgermeisterei Bensberg                          |
| 1905 | 35        | 8             | Wohnplatz  | Bürgermeisterei Bensberg, katholische Pfarre Sand |